# Observatori Litchfield

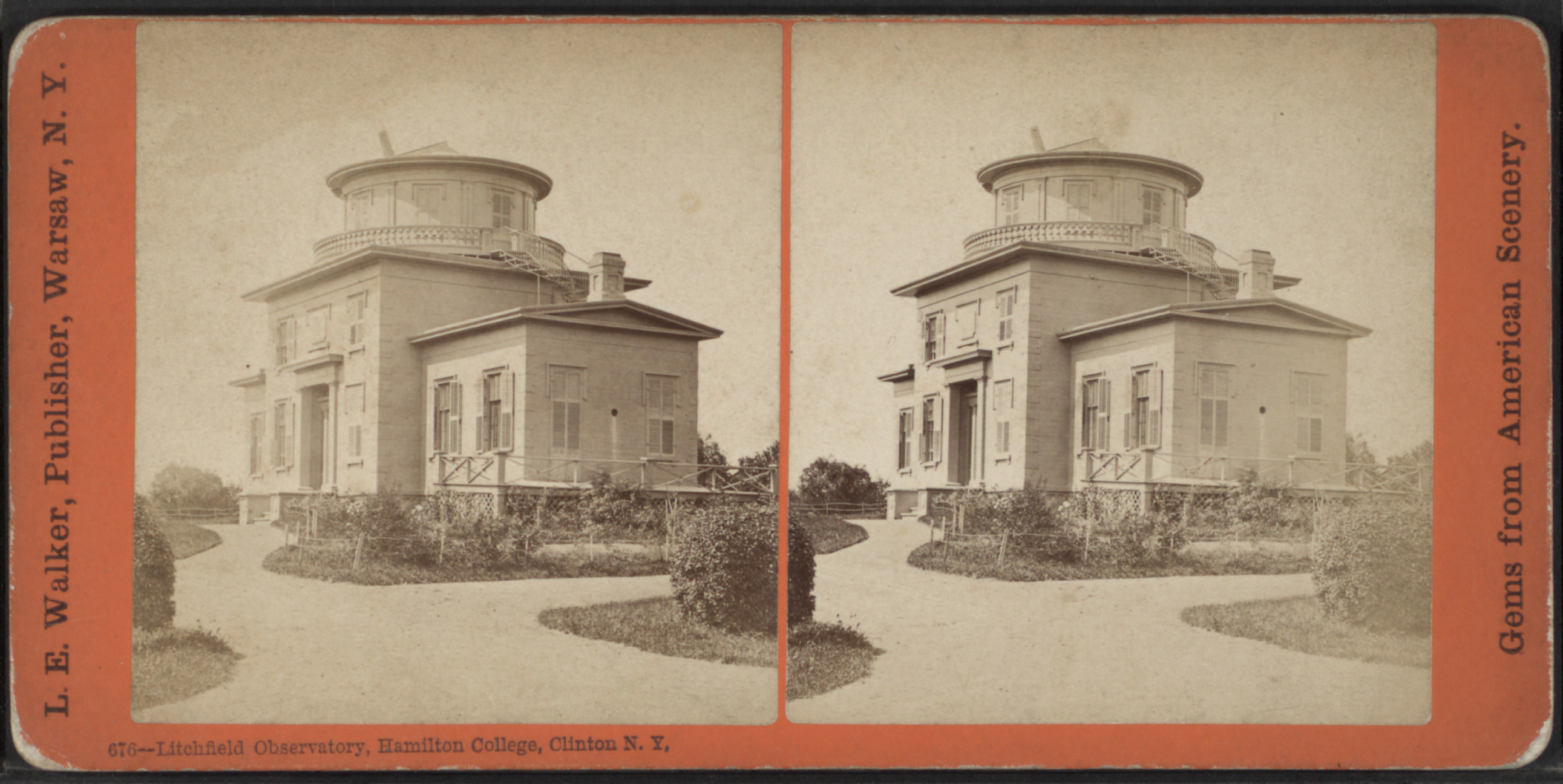
Observatori Litchfield. Seward, H. W. (H. Walton), d. 1871.

L'Observatori Litchfield va ser un observatori astronòmic que pertanyia al Hamilton College i estava situat a la ciutat de Clinton, comtat de Oneida, a l'estat de Nova York, Estats Units d'Amèrica. Va ser construït el 1856.
Des d'aquest observatori Christian Heinrich Friedrich Peters va descobrir uns 48 asteroides.
L'antic edifici es va cremar i va ser enderrocat el 1918, però el lloc que ocupava està marcat al campus per la muntura del telescopi, enfront de l'edifici "Suida House".
L'observatori actual, anomenat Observatori Peters es troba a un quart de milla del campus, està alimentat per energia solar i està obert a l'ús per part dels estudiants. L'edifici de l'observatori, situat a 100 metres del College Hill Road, va ser construït amb pedra de la mateixa pedrera que l'edifici original.
Codi UAI: 789